# Catch phrase
Catch phrase (engelska: catchphrase eller catch phrase) är en typ av replik som karakteriserar en rollfigur på ett tydligt sätt, och ibland till och med återkommer i en skådespelares alla filmer eller vid en rollfigurs samtliga framträdanden. Den fungerar (på engelska) även som en sorts slogan och signalement för rollfiguren ifråga.